# Sander Cordeel
Sander Cordeel (* 7. November 1987 in Sint-Niklaas) ist ein ehemaliger belgischer Radrennfahrer.
Cordeel gewann 2011 das Einzelzeitfahren der belgischen Amateurmeisterschaft und mit dem Eintagesrennen GP Impanis-Van Petegem seinen einzigen Wettbewerb des internationalen Kalenders. Hierauf erhielt er einen Vertrag beim UCI ProTeam Lotto-Belisol, für das er zwei Jahre fuhr und 2013 die Bergwertung der Tour of Norway gewann. Im Jahr 2014 wurde Cordeel Zwölfter in der Gesamtwertung der Belgien-Rundfahrt. In den nächsten Jahren war er nicht mehr international erfolgreich, gewann aber weiterhin Rennen nationaler Radsportkalender, auch nach seinem Rückzug aus dem internationalen Radsport nach Ende der Saison 2017.
Sander Cordeels Bruder Pieter Cordeel ist ebenfalls Radrennfahrer.

## Erfolge
2011
- Belgischer Meister – Einzelzeitfahren (Amateure)
- Grote Prijs Impanis-Van Petegem

2013
- Bergwertung Tour of Norway